# Juan de la Cosa
Compléments
Auteur de la carte de Juan de la Cosa

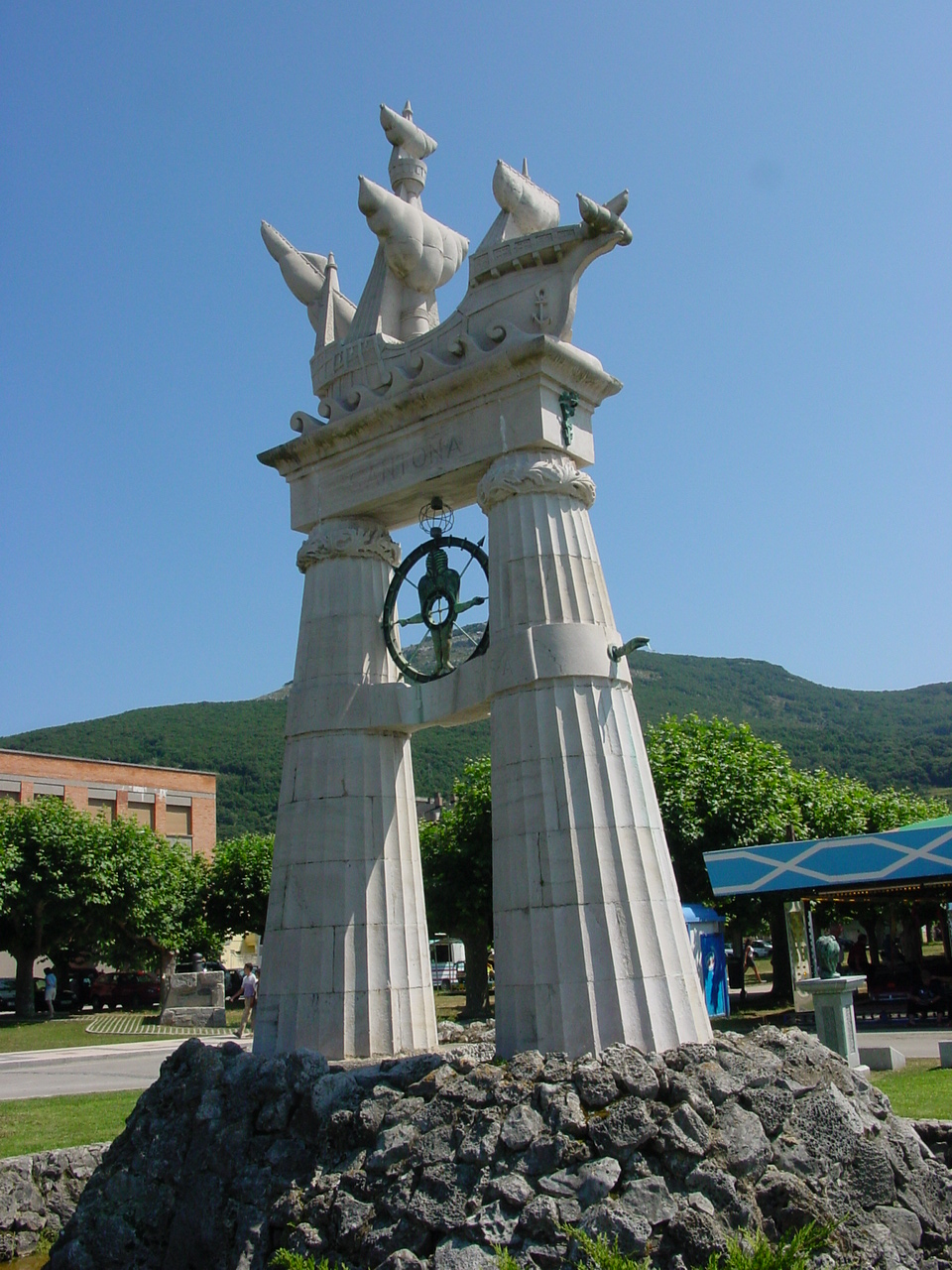
Monument à Juan de la Cosa à Santoña (Cantabrie).

Juan de la Cosa (Santoña, depuis en Cantabrie vers 1460 - Turbaco, depuis en Colombie 1510) est un cartographe, conquistador et explorateur espagnol. Il est l'auteur du premier planisphère mentionnant les territoires d'Amérique découverts à la fin du XVe siècle.

## Voyages
Juan de la Cosa accompagne Christophe Colomb lors de ses trois premiers voyages vers le Nouveau Monde. Il est l'armateur et le capitaine de la Santa Maria, le navire-amiral lors du premier voyage de Colomb en 1492. Lors du deuxième, en 1493, de la Cosa est capitaine et cartographe de la Marigalante. Lors du troisième, en 1498, de la Cosa navigue sur La Niña.
En 1499, de la Cosa est le chef-pilote pour l'expédition d'Alonso de Ojeda et Amerigo Vespucci, et il est avec eux un des premiers occidentaux à débarquer sur le continent sud-américain, dans le golfe de Paria. Au cours de cette expédition, ils explorent la côte de l'embouchure de l'Essequibo au Cap de la Vela.
En 1500, de la Cosa, Rodrigo de Bastidas et Vasco Núñez de Balboa explorent le territoire de la Colombie et du Panama actuels. Il retourne à Hispaniola en 1502. Après l'annonce à la Cour espagnole d'incursions portugaises sur le territoire récemment découvert, la reine Isabelle de Castille envoie de la Cosa à la tête d'une délégation au Portugal, pour exprimer ses remontrances.
De la Cosa est nommé Alguacil major, et vers 1504-1506 il commande une expédition vers les « îles des perles » et le golfe d'Urabá afin d'y fonder les premières colonies. À la même époque, il visite également la Jamaïque et Haïti.
En 1509, il part vers le Nouveau Monde pour la septième et dernière fois. Il emmène trois cents colons sur trois navires ; arrivé à Haïti il se place sous le commandement d'Alonso de Ojeda, qui transportait cent autres colons dans son bateau. Après avoir réglé une ancienne dispute frontalière entre de Alonso de Ojeda et Diego de Nicuesa, ils partent avec Francisco Pizarro vers le territoire de Ojeda. De la Cosa recommande de débarquer sur la côte du golfe d'Urabá, qu'il juge plus pacifique, mais l'expédition débarque à Carthagène (Colombie). Là, ils sont attaqués par des indigènes, de la Cosa est blessé par des flèches empoisonnées et en meurt.

## Cartes

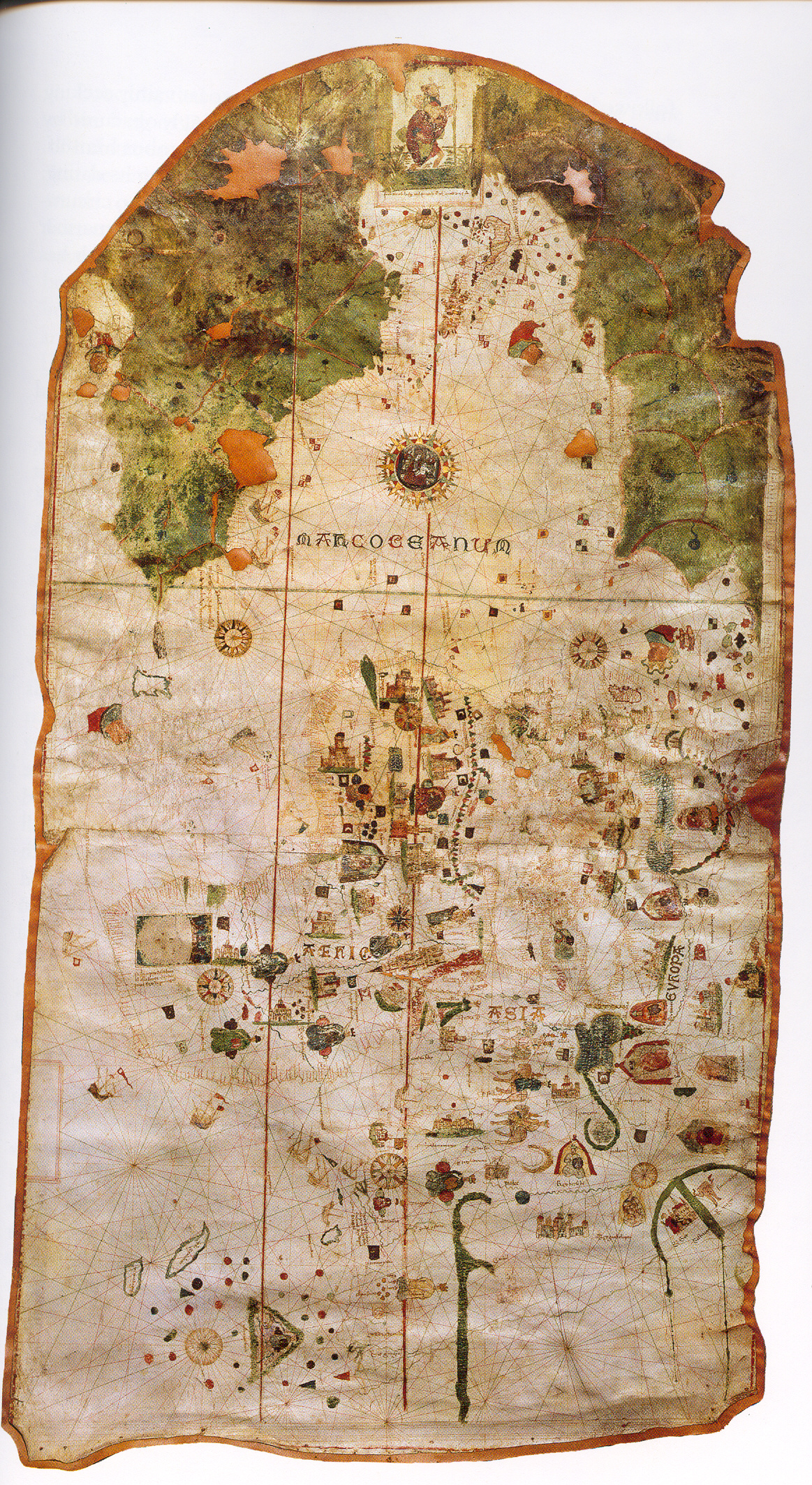
Carte de Juan de la Cosa, avec le nord à droite. Le Nouveau Monde apparaît dans la partie supérieure (en vert) et l'Ancien Monde dans la partie centrale et inférieure (en blanc sur fond blanc).

Juan de la Cosa a dessiné plusieurs cartes, dont la seule qui nous soit parvenue est la carte de Juan de la Cosa de 1500. C'est la plus ancienne représentation du Nouveau Monde connue. Elle comporte un contour de Cuba, une île que Colomb croyait être la côte du continent asiatique. Elle affiche également des lignes de rhumb. Cette carte se trouve aujourd'hui au Museo Naval de Madrid.

## Dans la culture populaire
Une version tronquée et pivotée de la carte de Juan de la Cosa est visible dans la cinématique d'introduction du jeu vidéo Castlevania: Symphony of the Night, édité par Konami en 1997. Elle est supposée représenter la Transylvanie médiévale.

## Littérature
- Nadeije Laneyrie-Dagen, L’étoile brisée, Gallimard, 2021 (ISBN 978-2-07-293053-9) : roman  dont Juan de la Cosa est un des héros.